# Transport Fever
Transport Fever — компьютерная игра в жанре экономического симулятора, разработанная Urban Games и изданная Gambitious Digital Entertainment. Это вторая игра из серии компьютерных игр Transport Fever. Она была выпущена на платформах Windows и macOS 8 ноября 2016 года. В 2019 году вышло продолжение Transport Fever 2.

## Геймплей
Как и предшественник Train Fever Transport Fever фокусируется на общественном транспорте, однако он предлагает больше разновидностей автобусов, поездов, кораблей и самолётов. Игра начинается с 1850 года и позволяет игрокам играть до наших дней, переживая транспортную историю, растянувшуюся более чем на 150 лет. Новые транспортные средства выпускаются постепенно до 2014 года. В игре представлены американские и европейские кампании, каждая из которых предоставляет семь задач, рассказывая об истории 19-го и 20-го веков.

## Разработка и выпуск
Transport Fever был анонсирован в апреле 2016 года. Он был разработан Urban Games, которые являются создателями всей серии игр Transport Fever. Игра была выпущена 8 ноября 2016 года во всём мире для Microsoft Windows.

## Отзывы
| Сводный рейтинг    | Сводный рейтинг |
| Агрегатор          | Оценка          |
| ------------------ | --------------- |
| Metacritic         | 71/100          |
| Иноязычные издания |                 |
| Издание            | Оценка          |
| 4Players           | 79/100          |
| GameStar           | 83/100          |

Игра Transport Fever получила смешанные отзывы критиков, согласно агрегатору Metacritic.
Игра получила 7 баллов от издания TheSixthAxis. Его редакция отметила «большое внимание к деталям», и похвалила режим кампании, при этом добавив, что загромождённая система пользовательского интерфейса, негибкие дороги и случайные ошибки, скорее всего, заставят игроков потерять интерес к игре.
Серхио Бринкхуис из Hooked Gamers, пишет, что по сравнению со своим предшественником Train Fever, игра улучшилась почти во всех аспектах. Однако временная прогрессия в игре немного сбилась. Критике подверглась и система времени, по словам критика «время в пути по сравнению с расстоянием полностью не работает, и день в игре длится всего несколько секунд».
Самый высокий балл среди тринадцати отзывов игра получила от GameStar. Бенджамин Даннеберг похвалил игру за то, что она предлагает лучшие грузовые системы и новые транспортные средства, но управление всё ещё несовершенно.
Летом 2018 года, благодаря уязвимости в защите Steam Web API, стало известно, что точное количество пользователей сервиса Steam, которые играли в игру хотя бы один раз, составляет 337 931 человек.